# Danny Way
Danny Way (ur. 15 kwietnia 1974 w Portland) – amerykański skater.
W 1986 roku, w wieku 11 lat, wygrał pierwsze zawody. Został później przyłączony na krótko do grup Hosoi i Vision. W 1988 roku (14 lat) Danny był już sponsorowany przez firmę Powell Peralta i jeździł dla grupy Bones Brigade. Pół roku później odszedł od Bones Brigade, aby przejść na zawodowstwo i zacząć jeździć dla H-Street. W 1990 opuścił H-Street i dołączył do grupy Blind.
Danny został w 1991 wyróżniony tytułem Skater of the Year (Skaterem Roku) przez czasopismo „Thrasher Magazine”. Pod koniec 1991 opuścił grupę Blind i stworzył nową firmę nazwaną Plan B, razem z twórcą H-Street Mikiem Ternaskim.
W 1994 złamał kark podczas surfingu. Rekonwalescencja trwała około jednego roku, po czym Way po powrocie wygrał zawody Tampa Pro Vert Competition (1995).
Danny pobił rekord świata w najwyższym skoku na deskorolce w 1997. Zrobił 3,6 metrowego kickflipa oraz jako jedyny skateboarder wyskoczył z helikoptera na rampę. Wyczyn ten został powtórzony w 1999 dla MTV.
W 2002 Danny Way poprosił sponsora, firmę DC Shoes, o zbudowanie gigantycznej Megarampy. Rampa miała prawie 20 metrów wysokości. Danny pobił stary rekord świata. Wyskoczył na niej na wysokość około 5,6 metra.
W 2003 wygrał zawody Transworld Vert.
W tym czasie zbudowano nową wersję Megarampy. 19 lipca 2003 Danny pobił dwa światowe rekordy za jednym razem. Wykonał najdłuższy transfer pomiędzy dwiema rampami (ok. 23 m) oraz najwyższy skok na deskorolce (ok. 7,2 m). 26 maja 2003 w sklepach pojawiło się nowe wideo wraz ze wszystkimi wyczynami Danny’ego na Megarampie, DC Video.
W tym samym roku Danny wygrał nagrodę Best Vert na szóstych zawodach Transworld Skateboarding Awards.
W 2004 roku zdobył złoty medal w pierwszym wydaniu konkurencji Skateboarding Big Air na zawodach X Games w Los Angeles (Kalifornia). Ustanowił nowy rekord 24 metrów.
Pod koniec 2004 został pierwszą i jedyną osobą, która wygrała dwukrotnie nagrodę Skater of the Year magazynu „Thrasher Magazine”.
9 lipca 2005 przeskoczył Wielki Mur Chiński na deskorolce. Firma DC Shoes Co. weszła w porozumienie z władzami Pekinu w celu zbudowania największej w historii vert skateboardingu rampy, która miała umożliwić Danny’emu wykonanie tego zadania. Początkowo wyczyn ten planowano na 28 maja 2005.
W 2015 roku pobił oficjalny rekord w najwyższym skoku na deskorolce (ok. 7,74 m).